# Duits voetbalkampioenschap 1956/57
Het seizoen 1956/57 was het 48e seizoen om het Duitse voetbalkampioenschap ingericht door de DFB.
Dit jaar namen er negen clubs deel aan de eindronde. Twee clubs speelden eerst een kwalificatieronde om een startplaats voor de groepswedstrijden. De acht gekwalificeerde team voor deze groepswedstrijden speelden in twee groepen van vier clubs een halve competitie. De beide winnaars speelden de finalewedstrijd op 23 juni 1957 in Hannover.

## Eindronde

### Kwalificatieronde
De wedstrijden werd gespeeld op 25 mei 1957.
| winnaar           | uitslag | verliezer     |
| ----------------- | ------- | ------------- |
| Kickers Offenbach | 3-2 nv  | Holstein Kiel |

winnaar naar groepswedstrijden

### Groep 1
| datum | thuisclub         | uitslag | uitclub           |
| ----- | ----------------- | ------- | ----------------- |
| 02-06 | Hamburger SV      | 1-1     | Duisburger SpV    |
| 02-06 | 1. FC Saarbrücken | 2-2     | 1. FC Nürnberg    |
| 09-06 | Hamburger SV      | 2-1     | 1. FC Nürnberg    |
| 09-06 | Duisburger SpV    | 3-1     | 1. FC Saarbrücken |
| 16-06 | Hamburger SV      | 2-1     | 1. FC Saarbrücken |
| 16-06 | 1. FC Nürnberg    | 2-2     | Duisburger SpV    |

| Plaats | Club              | Wed. | W | G | V | Saldo | Ptn. |
| ------ | ----------------- | ---- | - | - | - | ----- | ---- |
| 1.     | Hamburger SV      | 3    | 2 | 1 | 0 | 5:3   | 5:1  |
| 2.     | Duisburger SpV    | 3    | 1 | 2 | 0 | 6:4   | 4:2  |
| 3.     | 1. FC Nürnberg    | 3    | 0 | 2 | 1 | 5:6   | 2:4  |
| 4.     | 1. FC Saarbrücken | 3    | 0 | 1 | 2 | 4:7   | 1:5  |

|  | Geplaatst voor finale |

### Groep 2
| datum | thuisclub            | uitslag | uitclub           |
| ----- | -------------------- | ------- | ----------------- |
| 02-06 | Borussia Dortmund    | 2-1     | Kickers Offenbach |
| 02-06 | 1. FC Kaiserslautern | 14-1    | Hertha BSC        |
| 09-06 | 1. FC Kaiserslautern | 2-3     | Borussia Dortmund |
| 09-06 | Hertha BSC           | 1-3     | Kickers Offenbach |
| 16-06 | Borussia Dortmund    | 2-1     | Hertha BSC        |
| 16-06 | 1. FC Kaiserslautern | 1-4     | Kickers Offenbach |

| Plaats | Club                 | Wed. | W | G | V | Saldo | Ptn. |
| ------ | -------------------- | ---- | - | - | - | ----- | ---- |
| 1.     | Borussia Dortmund    | 3    | 3 | 0 | 0 | 07:04 | 6:0  |
| 2.     | Kickers Offenbach    | 3    | 2 | 0 | 1 | 08:04 | 4:2  |
| 3.     | 1. FC Kaiserslautern | 3    | 1 | 0 | 2 | 17:08 | 2:4  |
| 4.     | Hertha BSC           | 3    | 0 | 0 | 3 | 03:19 | 0:6  |

|}

### Finale
|              |                                                    |       |                  |                                                                                  |
| 23 juni 1957 | Borussia Dortmund                                  | 4 – 1 | Hamburger SV     | Niedersachsenstadion, Hannover Toeschouwers: 76.000 Scheidsrechter: Albert Dusch |
| 23 juni 1957 | Alfred Kelbassa 16', 25' Alfred Niepieklo 26', 78' |       | 24' Gerhard Krug | Niedersachsenstadion, Hannover Toeschouwers: 76.000 Scheidsrechter: Albert Dusch |

Borussia Dortmund werd voor de tweede opeenvolgende keer Duits landskampioen en dat met exact dezelfde elf spelers die ook het voorgaande jaar de finale wonnen.
Als Duits kampioen nam Borussia Dortmund deel aan de Europacup I 1957/58.

## Topschutters
| Pl. | Speler              | Club           | Goals |
| --- | ------------------- | -------------- | ----- |
| 1   | Alfred Niepieklo    | Dortmund       | 5     |
|     | Willi Wenzel        | Kaiserslautern | 5     |
| 3   | Engelbert Kraus     | Offenbach      | 4     |
|     | Fritz Walter        | Kaiserslautern | 4     |
|     | Ernst Wechselberger | Duisburg       | 4     |